# エドゥアルト・グレル

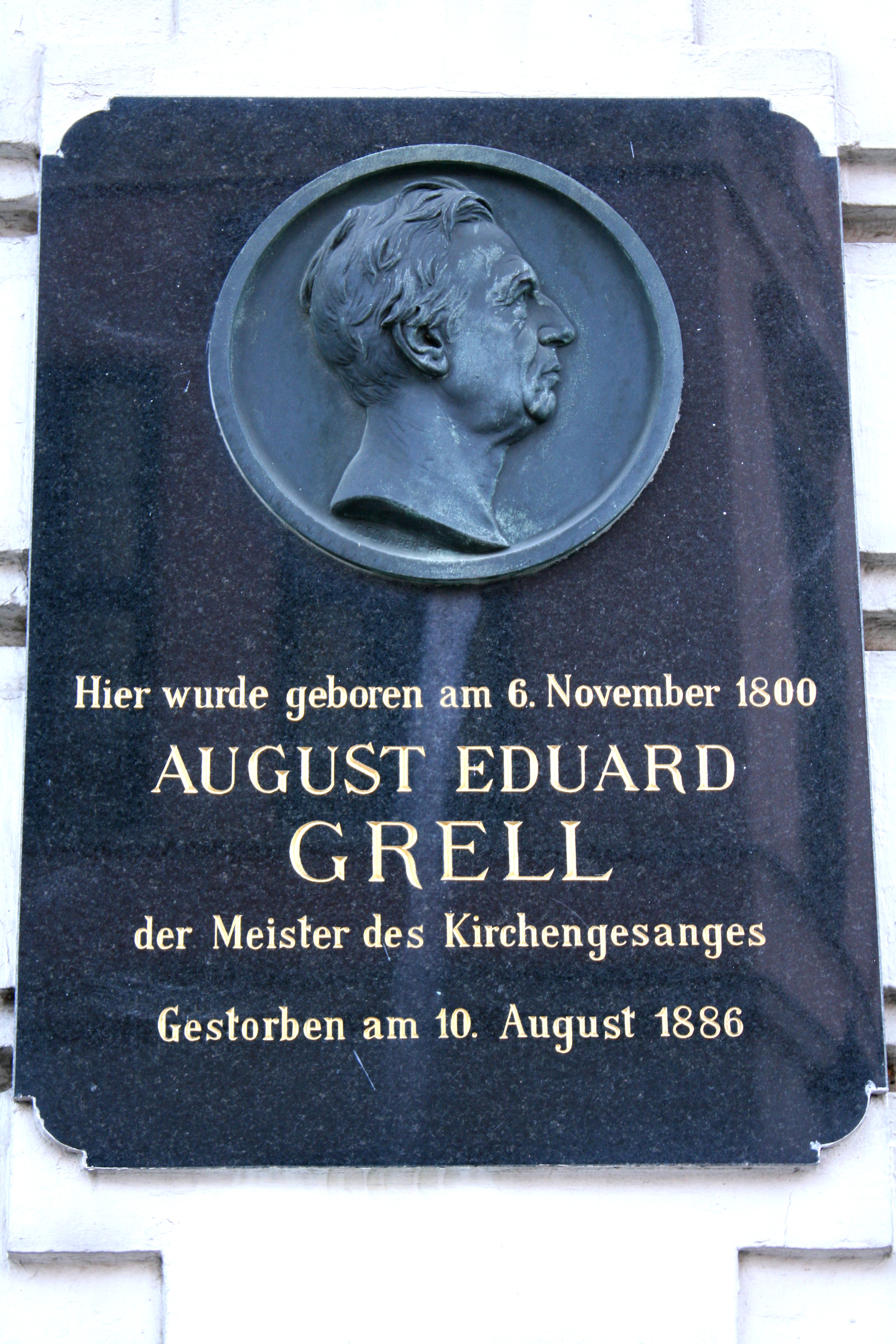
生家に掲げられた記念銘板。

エドゥアルト・グレル（Eduard Grell, 1800年11月6日 - 1886年8月10日）は、ドイツの作曲家、オルガニスト、音楽教師。アウグスト・エドゥアルト・グレル（August Eduard Grell）とも。

## 生涯
ベルリンに生まれた。幼い頃にはカール・フリードリヒ・ツェルターやカール・フリードリヒ・ルンゲンハーゲンから教えを受けた。ツェルターの推挙により、1817年にベルリンの聖ニコライ教会のオルガニストに就任した。また、ベルリン・ジングアカデミーに入団して生涯在籍したほか、1853年から1876年にはルンゲンハーゲンの跡を継いで指揮者を務めた。1853年にはプロイセン芸術アカデミーの作曲家の教授に任用されている。1864年にプール・ル・メリット勲章を受章。
作曲家としての作品には3つの交響曲、3つの弦楽四重奏曲、そして多数の声楽曲がある。彼はヨーロッパにおけるパレストリーナ復興の立役者のひとりと認識されている。また、ヨハン・ゼバスティアン・バッハの死後初めて、『クリスマス・オラトリオ』の蘇演を行った。

## 主要作品
- オラトリオ『Die Israeliten in der Wüste』
- ア・カペラによる『16stimmige Messe』
- 3人の独唱者、混声合唱とピアノ伴奏のための聖霊降臨祭の歌 作品11
- 男声合唱とオルガン、またはピアノのための3つの短く軽い『4声のモテット』 作品13
- 2つの8声のモテット 作品22
- 混声合唱のための3つのモテット 作品34
- 『テ・デウム・ラウダムス』 作品38
- 『原始日食』（Urfinsternis）